# Kishiktan
Kishiktan (persiska: کشکتان) är en ort i Afghanistan. Den ligger i provinsen Kapisa, i den nordöstra delen av landet, 60 kilometer norr om huvudstaden Kabul. Kishiktan är administrativ huvudort i distriktet Hisa-ye Duwum-e Kohistan.
Närmaste större samhälle är Charikar, 12 kilometer väster om Kishiktan.